# Keiko O'Brien
Keiko O'Brien (née Ishikawa) est un personnage de l'univers de Star Trek. Elle était une botaniste civile à bord de l'USS Enterprise NCC-1701-D  et sur la planète Bajor. Elle exerça également les fonctions d'enseignante à bord de la station spatiale Deep Space 9. Elle était mariée à Miles O'Brien avec qui elle eut 2 enfants.
Le personnage de Keiko est interprété par Rosalind Chao.